# Banque de données en santé publique
Créée à l’initiative de la Direction générale de la santé, la Banque de données en santé publique (ou BDSP) était un portail d’information en ligne fondé sur une couverture multidisciplinaire de la santé publique. Il proposait depuis 1993 des services d'information en ligne destinés aux professionnels des secteurs sanitaire et social en exercice ou en formation. Ce portail était totalement gratuit depuis le 1er janvier 2006. Des difficultés de financements semblent avoir conduit à la fermeture du site courant 2019. L'archive de la base de données a été pris en charge par l'INIST avant que le service ne soit définitivement interrompu à l'été 2022.

## Fonctionnement
La BDSP était le résultat du travail collaboratif d’un réseau de coopération documentaire constitué d’une quarantaine d’organismes.
Sur le plan juridique, la BDSP était régie par une convention cadre, en date de 1993, qui définissait son fonctionnement. La mise en œuvre et la gestion des moyens ont été confiées à l'École des hautes études en santé publique (EHESP)  qui assumait son engagement envers le réseau en contribuant au financement d’une équipe permanente, connue sous le nom de Service de la Banque de données en santé publique.
Cette équipe de permanents assurait la logistique de suivi des services d’information, développait les outils informatiques nécessaires, assurait l’animation du réseau, la conduite des projets communs et la promotion de la BDSP auprès des publics utilisateurs.

## Services
Le site proposait un annuaire de sites, des appels à projets, une base documentaire, des bibliographies, le blog du site, des collections, des colloques, un glossaire, des offres d'emploi et un thésaurus.

## Base documentaire
En 2018, la BDSP était riche de 524 867 documents référencés, dont 98 050 qui étaient accessibles gratuitement en texte intégral. En 2017, elle recevait 3 000 visites quotidiennes et 400 000 visiteurs originaires de plus de dix pays.

## Fermeture
En raison de difficultés de financements, la fermeture du site fut annoncée le 16 novembre 2018, pour le 1er juillet 2019,. Une mobilisation de la communauté des professionnels de santé publique s'est ensuivie. Plus de 160 structures ont signé un texte intitulé La BDSP brûle et nous regardons ailleurs. La fermeture a été effective le 5 juillet 2019 mais l'archive de la base de données a alors été mise en ligne sur le site de l’Inist–CNRS, tout en restant gérée par l’École des hautes études en santé publique (EHESP),. Finalement, le service a cependant été définitivement interrompu à l'été 2022.